# 斉燮元
斉 燮元（せい しょうげん、1885年〈光緒11年〉4月28日 - 1946年〈民国35年〉12月18日）は、清末民初の軍人。字は撫万。北京政府では直隷派と目され、長江流域での軍閥間抗争に関与した。後に中華民国臨時政府や南京国民政府（華北政務委員会）に加わり、軍事部門の指導者となった。

## 事績

### 直隷派として
斉燮元は天津武備学堂、陸軍大学、日本陸軍士官学校で学び、北洋第6鎮で軍歴を開始した。1913年（民国2年）以降は、陸軍第6師第12旅旅長、江西将軍署参謀長、第6師師長を歴任している。
1917年（民国6年）、直隷派の重鎮李純に随従して江蘇省に入る。斉は、江蘇督軍参謀長兼江寧鎮守使、蘇皖贛三省巡閲副使などをつとめた。1920年（民国9年）、李純が自殺すると、斉がそれを引き継ぐ形で江蘇督軍兼蘇皖贛三省巡閲使に就任し、直隷派の有力指導者となった。
1924年（民国13年）9月、斉燮元は浙江督軍盧永祥との間で、第2次奉直戦争の前哨戦となる江浙戦争を開始した。福建督軍孫伝芳の支援もあって、斉は盧を破った。しかし、第2次奉直戦争で直隷派が敗北すると、斉の立場も動揺する。奉天派の張宗昌が復帰した盧を支援して南下してくると、斉は孫と「江浙聯軍」を組織して対抗しようとした。しかし、孫は中央の段祺瑞に篭絡されて動こうとしなかった。完全に孤立した斉は下野して日本へ亡命した。
続いて、1925年（民国14年）冬に、斉燮元は湖北省で再起した呉佩孚の下に加わり、十四省討賊聯軍副司令に任命された。しかし、中国国民党の北伐軍に敗北して、またしても下野に追い込まれた。

### 親日政府での活動

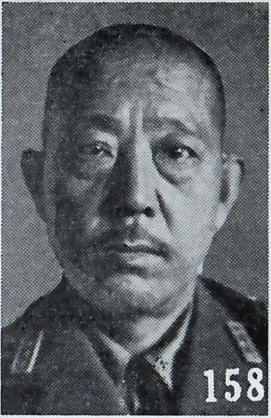
斉燮元 (『最新支那要人伝』1941年）

1930年（民国19年）、閻錫山・馮玉祥らが蔣介石に挑戦すると、斉燮元もこれに参加し、江北招撫使に任命された。しかし、閻・馮は敗北し、斉は天津のイギリス租界に逃げ込む。さらに北平に移り、隠居した。
1937年（民国26年）12月、王克敏らが中華民国臨時政府を創設すると、斉燮元もこれに参加し、臨時政府常務委員（議政委員会常務委員）兼治安部総長に特任された。翌1938年（民国27年）4月19日、陸軍軍官学校校長を兼任した。このほか、清郷総署督弁も兼ねている。
1940年（民国29年）3月30日、南京国民政府（汪兆銘政権）に臨時政府が合流し、華北政務委員会に改組される。斉燮元は同委員会常務委員兼治安総署督弁に特派され、これと同時に、新たに組織された華北綏靖軍の総司令にも特派されている。また、国民政府中央では中央政治委員会聘請委員に任命された。同年4月2日、国民政府中央の軍事委員会委員を兼任した。1943年（民国32年）2月、華北政務委員会内務総署督弁に就任し、諮議会議副議長も兼ねた。
日本敗北後の1945年（民国34年）12月5日、斉燮元は張英華や李鵬図（斉の義弟、妻の弟）らと共に、軍事委員会調査統計局（軍統）によって天津特別市で逮捕された。翌1946年（民国35年）5月27日に南京へ護送され、首都高等法院で死刑判決を受けている。同年12月18日、南京市雨花台で銃殺刑に処された。享年62（満61歳）。